# دهستان کمازان سفلی
کمازان سفلی، دهستانی است از توابع بخش زند شهرستان ملایر در استان همدان ایران.

## مردم
مردم این روستا لر هستند و به زبان لری سخن می گویند.

## جمعیت
براساس سرشماری سال ۱۳۸۵ جمعیت آن ۴٬۹۸۵ نفر (۱٬۲۴۱ خانوار) بوده‌ است.